# La Londe-les-Maures
 La Londe-les-Maures  es una población y comuna francesa, que se encuentra en la región de Provenza-Alpes-Costa Azul, departamento de Var, en el distrito de Toulon y cantón de La Crau.

## Demografía
| 3314 | 3956 | 3937 | 5184 | 7151 | 8749 |
| Para los censos de 1962 a 1999 la población legal corresponde a la población sin duplicidades (Fuente: INSEE [Consultar]) |      |      |      |      |      |

## Puntos de interés
- Jardín de pájaros tropicales